# Раренко Іларій Михайлович

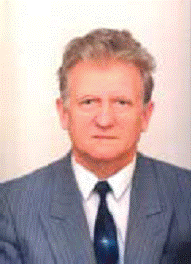
Раренко Іларій Михайлович

Іларій Михайлович Раренко (11.07.1933-19.07.2015) — український  учений-фізик. Доктор фізико-математичних наук, професор. Академік АН ВШ України з 1993 р. Помер 19 липня 2015 року у м. Чернівці, де проживав із дружиною.

## Біографія
Народився у Кельменецькому районі Чернівецької області. Після закінчення з відзнакою кафедри теоретичної фізики фізико-математичного факультету Чернівецького університету в 1957 р. працював учителем фізики. З 1959 р. — старший лаборант, старший науковий співробітник, асистент, доцент, з 1971 р. — завідувач кафедри напівпровідникової мікроелектроніки в Чернівецькому національному університеті ім. Ю. Федьковича. З 2004 р. — професор кафедри фізики напівпровідників і наноструктур. В 1966 р. захистив кандидатську, а в 1986 р. — докторську дисертації. В 1970 р. присвоєно вчене звання доцента, в 1988 р. — професора. Помер 19.07.2015.

## Наукова діяльність
У роботі успішно поєднує наукові фундаментальні теоретичні та експериментальні дослідження з впровадженням результатів у промисловість. Працює над створенням принципово нової високо радіаційно стійкої активної електроніки для силового керування механізмами та роботами в атомно-ядерній енергетиці; фотоелектронних перетворювачів сонячної енергії з підвищеним коефіцієнтом корисної дії за рахунок нового фізичного ефекту, відкритого на кафедрі; цілого ряду приладів нової сенсорної техніки для екологічного моніторингу, пожежної техніки і техніки безпеки, включаючи побутові газосигналізатори; інтегральної мікрооптичної та інфрачервоної техніки для авіаційної, суднобудівної, ракетної та ін. техніки; нових критичних технологій напівпровідникових кристалів, структур та приладів із новими параметрами при польовій та лазерній активації технологічних процесів. 
Автор понад 560 наукових праць, серед яких 37 свідоцтв на винаходи.
Підготував 15 кандидатів та 4 докторів наук. 
Член спеціалізованої вченої ради із захисту дисертацій, член методичної ради при МОН України та робочих програмних груп при Мінпромполітики України.
У 1992 р. обраний член-кореспондентом Академії технологічних наук України.

## Нагороди
За розробки у галузі фізики і технології напівпровідникових матеріалів, приладів і впровадження їх у серійне виробництво присуджено Державні премії в галузі науки і техніки УРСР (1973) та СРСР (1988), також Всесоюзні іменні премії в галузі технології та приладобудування ім. І. М. Менделєєва та С. І. Вавілова. Нагороджений почесними дипломами І та ІІ ступеня, більш ніж 10 золотими, срібними та бронзовими медалями ВДНГ України та  СРСР. У 1975 р. нагороджений орденом «Знак пошани». Заслужений діяч науки і техніки України (1999).